# Garbakoïra
Garbakoïra est une commune du Mali, dans le cercle de Diré et la région de Tombouctou. La commune de Garbacoira est composée de 11 villages y compris les fractions. La population pratique des activités comme l'agriculture, l'élevage, la pêche, le commerce...